# Sims (Carolina del Nord)
Sims è un comune degli Stati Uniti d'America, situato in Carolina del Nord, nella contea di Wilson.